# GIRD
GIRD, Группа изучения реактивного движения, (Gruppa izucheniya reaktivnogo dvizheniya), skapades 1924 för att studera jetdrift som den beskrivits av Konstantin Tsiolkovskij under 1800-talet. 
De ledande personerna i gruppen var Friedrich Zander, (även skrivet Fridrikh Tsander) och Sergej Koroljov. GIRD-gruppen utvecklade bl.a. raketerna GIRD-09 och GIRD-X.